# Néfertoum
Dans la mythologie égyptienne, Néfertoum est le fils de Ptah et de Sekhmet dans la théologie memphite de l'ancien Empire. Évoquant le parfum du lotus, il est représenté par un lion ou plus souvent par un jeune homme portant une fleur de lotus dans les cheveux. Il est le dieu de la résurrection et de l'immortalité.
Nefertoum est un nom composé, Nefer signifiant « beauté », « accomplissement parfait », et Toum le principe créateur. C’est-à-dire que le principe créateur trouve son accomplissement en Nefertoum.